# Comuna Biloholovî, Zboriv
Biloholovî (în ucraineană Білоголови) este o comună în raionul Zboriv, regiunea Ternopil, Ucraina, formată din satele Biloholovî (reședința) și Neterpînți.

## Demografie
Componența lingvistică a comunei Biloholovî
     Ucraineană (100%)
Conform recensământului din 2001, toată populația comunei Biloholovî era vorbitoare de ucraineană (100%).